# Regine Burghardt
Regine Burghardt (* im 20. Jahrhundert) ist/war eine deutsche Filmschauspielerin der 1950er-Jahre.
Über Burghardt, die im Jahr 1958 in drei Filmproduktionen mitwirkte und 1960 ihren wohl letzten Film drehte, ist außer ihrer Filmarbeit nichts bekannt. Ihre Filmrollen blieben im Übrigen stets klein. In ihrem ersten Film Mädchen in Uniform von Géza von Radványi mit Lilli Palmer, Romy Schneider und Therese Giehse in den Hauptrollen war sie als eines der Internatsmädchen besetzt. In dem Filmdrama Polikuschka des italienischen Regisseurs Carmine Gallone, das auf einer Geschichte von Leo Tolstoi beruht, mit Folco Lulli in der Titelrolle war sie als Zofe Dunjascha zu sehen. Auch ihre Rolle in dem historischen Drama Der Schinderhannes nach Carl Zuckmayer unter der Regie von Helmut Käutner mit den Hauptdarstellern Curd Jürgens und Maria Schell war eher klein. Sie spielte das Mädchen Marie.
In ihrem zuletzt gelisteten Film Der liebe Augustin, einem romantischen Drama von 1960 unter der Regie von Rolf Thiele mit Matthias Fuchs in der Titelrolle, war sie ebenfalls als Marie besetzt. Das Drehbuch geht auf den gleichnamigen Roman von Horst Wolfram Geißler zurück, durch den er bekannt wurde.

## Filmografie (Auswahl)
- 1958: Mädchen in Uniform
- 1958: Polikuschka
- 1958: Der Schinderhannes
- 1960: Der liebe Augustin